# Ernst Zahn (Politiker)
Johann Ernst Zahn (* 24. Mai 1810 in Dornheim; † 28. Dezember 1866 ebenda) war ein deutscher Landwirt und Politiker.

## Leben
Zahn war der Sohn des Anspänners Johann Andreas Lorenz Zahn und dessen Ehefrau Henriette Sabine geborene Künast. Er war evangelisch-lutherischer Konfession und heiratete am 16. Februar 1828 in Haarhausen Barbara Marie Jacobi (* 27. Februar 1805 in Haarhausen; † 6. Mai 1858 in Dornheim), die Tochter des Anspänners Daniel Jacobi.
Zahn lebte als Anspänner in Dornheim. Vom 28. August bis zum 16. Oktober 1848 war er Abgeordneter im Landtag des Fürstentums Schwarzburg-Sondershausen. Er wurde im Wahlkreis 11 gewählt.